# Meridiano 99 E
O meridiano 99 E é um meridiano que, partindo do Polo Norte, atravessa o Oceano Ártico, Ásia, Oceano Índico, Oceano Antártico, Antártida e chega ao Polo Sul. Forma um círculo máximo com o meridiano 81 W.
Começando no Polo Norte, o meridiano 99º Este tem os seguintes cruzamentos:
| País, território ou mar | Notas |
| ----------------------- | --- |
| Oceano Ártico           | |
| Rússia                  | Ilha da Revolução de Outubro                                                                                  |
| Oceano Ártico           | Mar de Kara                                                                                                   |
| Rússia                  | |
| Mongólia                | |
| China                   | |
| Myanmar (Birmânia)      | |
| Tailândia               | |
| Myanmar (Birmânia)      | |
| Tailândia               | |
| Oceano Índico           | Estreito de Malaca - Passa a oeste da ilha Ko Lanta Yai, Tailândia · Passa a oeste da ilha Ko Rawi, Tailândia |
| Indonésia               | Ilha de Java                                                                                                  |
| Oceano Índico           | Passa a leste da Ilha Pini, Indonésia                                                                         |
| Indonésia               | Ilha de Siberut                                                                                               |
| Oceano Índico           | |
| Oceano Antártico        | |
| Antártida               | Território Antártico Australiano, reclamado pela Austrália                                                    |